# Cubanola daphnoides
Cubanola daphnoides là một loài thực vật có hoa trong họ Thiến thảo. Loài này được (Graham) Aiello mô tả khoa học đầu tiên năm 1979.